# Primera División de España 1952-53
La temporada 1952-53 de la Primera División de España de fútbol corresponde a la 22.ª edición del campeonato y se disputó entre el 14 de septiembre de 1952 y el 3 de mayo de 1953.
El C. F. Barcelona consiguió el título por segundo año consecutivo y sexta vez en su historia. El equipo logró otro doblete Liga-Copa al ganar también la Copa del Generalísimo de fútbol 1952-53, el segundo consecutivo. 

## Clubes participantes
Esta temporada participaron 16 equipos. El Real Oviedo, como campeón del Grupo Norte de la Segunda División 1951/52, y el CD Málaga,  como campeón del Grupo Sur, remplazaron a los descendidos UD Las Palmas y Atlético Tetuán. Esta temporada varios estadios ampliaron sensiblemente su capacidad, tras llevar a cabo importantes obras de remodelación, caso de Atocha, Mestalla y San Mamés.
| Equipo                            | Ciudad        | Estadio       | Aforo  |
| --------------------------------- | ------------- | ------------- | ------ |
| Atlético de Bilbao                | Bilbao        | San Mamés     | 42.310 |
| Club Atlético de Madrid           | Madrid        | Metropolitano | 58.494 |
| Club de Fútbol Barcelona          | Barcelona     | Las Corts     | 46.000 |
| Real Club Celta                   | Vigo          | Balaidos      | 17.700 |
| Real Club Deportivo de La Coruña  | La Coruña     | Riazor        | 22.182 |
| Real Club Deportivo Español       | Barcelona     | Sarriá        | 30.000 |
| Real Gijón                        | Gijón         | El Molinón    | 23.500 |
| Club Deportivo Málaga             | Málaga        | La Rosaleda   | 6.734  |
| Real Oviedo                       | Oviedo        | Buenavista    | 16.000 |
| Real Madrid Club de Fútbol        | Madrid        | Chamartín     | 68.145 |
| Real Santander Sociedad Deportiva | Santander     | El Sardinero  | 21.800 |
| Real Sociedad de Fútbol           | San Sebastián | Atocha        | 21.650 |
| Sevilla Club de Fútbol            | Sevilla       | Nervión       | 30.000 |
| Valencia Club de Fútbol           | Valencia      | Mestalla      | 38.000 |
| Real Valladolid Deportivo         | Valladolid    | Municipal     | 16.555 |
| Real Zaragoza Club Deportivo      | Zaragoza      | Torrero       | 20.888 |

Fuente: Anuario de la RFEF

## Sistema de competición
El torneo estuvo organizado por la Federación Española de Fútbol.
Como en la temporada precedente, participaron 16 equipos de toda la geografía española, encuadrados en un grupo único. Siguiendo un sistema de liga, se enfrentaron todos contra todos en dos ocasiones -una en campo propio y otra en campo contrario- durante un total de 30 jornadas. El orden de los encuentros se decidió por sorteo antes de empezar la competición.
La clasificación se estableció a razón del siguiente sistema de puntuación: dos puntos para el equipo vencedor de un partido, un punto para cada contendiente en caso de empate y cero puntos para el perdedor de un partido. El equipo que más puntos sumó se proclamó campeón de liga.
Los dos últimos clasificados fueron descendidos directamente a la Segunda División de España para la siguiente temporada, siendo reemplazados por los dos campeones de grupo de dicha categoría. Por su parte, los clasificados en 13.ª y 14.ª posición se vieron obligados a disputar una promoción con el segundo y tercer clasificado de cada grupo de la Segunda División. Dicha promoción se jugó en un formato de liguilla, todos contra todos a doble partido, siendo los dos primeros clasificados los que obtuvieron plaza para la siguiente temporada en Primera División.

## Clasificación

### Clasificación final
| Pos. | Equipo                    | Pts. | PJ | G  | E | P  | GF | GC | Dif. | Clasificación                                   |
| ---- | ------------------------- | ---- | -- | -- | - | -- | -- | -- | ---- | ----------------------------------------------- |
| 1    | C. F. Barcelona (C)       | 42   | 30 | 19 | 4 | 7  | 82 | 43 | +39  | Doblete nacional y clasificado a la copa latina |
| 2    | Valencia C. F.            | 40   | 30 | 16 | 8 | 6  | 66 | 42 | +24  |                                                 |
| 3    | Real Madrid C. F.         | 39   | 30 | 18 | 3 | 9  | 67 | 49 | +18  |                                                 |
| 4    | R. C. D. Español          | 36   | 30 | 16 | 4 | 10 | 64 | 40 | +24  |                                                 |
| 5    | Sevilla C. F.             | 34   | 30 | 16 | 2 | 12 | 70 | 57 | +13  |                                                 |
| 6    | Atlético de Bilbao        | 32   | 30 | 14 | 4 | 12 | 83 | 52 | +31  |                                                 |
| 7    | Real Gijón                | 30   | 30 | 11 | 8 | 11 | 39 | 54 | −15  |                                                 |
| 8    | Atlético de Madrid        | 30   | 30 | 13 | 4 | 13 | 65 | 70 | −5   |                                                 |
| 9    | Real Oviedo C. F.         | 29   | 30 | 12 | 5 | 13 | 63 | 62 | +1   |                                                 |
| 10   | Real Sociedad             | 28   | 30 | 10 | 8 | 12 | 54 | 61 | −7   |                                                 |
| 11   | Real Santander S. D.      | 27   | 28 | 11 | 5 | 12 | 46 | 61 | −15  |                                                 |
| 12   | Real Valladolid           | 25   | 30 | 10 | 5 | 15 | 48 | 54 | −6   |                                                 |
| 13   | R. C. Celta de Vigo       | 25   | 30 | 10 | 5 | 15 | 54 | 69 | −15  | Acceso a Promoción de permanencia               |
| 14   | R. C. Deportivo La Coruña | 24   | 30 | 9  | 6 | 15 | 49 | 78 | −29  | Acceso a Promoción de permanencia               |
| 15   | C. D. Málaga (D)          | 22   | 30 | 10 | 2 | 18 | 47 | 69 | −22  | Descenso a Segunda División                     |
| 16   | Real Zaragoza (D)         | 17   | 30 | 6  | 5 | 19 | 38 | 74 | −36  | Descenso a Segunda División                     |

 Fuente: BDFutbol
Criterios de clasificación: Puntos · Diferencia de goles · Goles a favor · Play-off

### Evolución de la clasificación
| Equipo / Jornada    | 01 | 02 | 03 | 04 | 05 | 06 | 07 | 08 | 09 | 10 | 11 | 12 | 13 | 14 | 15 | 16 | 17 | 18 | 19 | 20 | 21 | 22 | 23 | 24 | 25 | 26 | 27 | 28 | 29 | 30 |
| ------------------- | -- | -- | -- | -- | -- | -- | -- | -- | -- | -- | -- | -- | -- | -- | -- | -- | -- | -- | -- | -- | -- | -- | -- | -- | -- | -- | -- | -- | -- | -- |
| F. C. Barcelona     | 5  | 9  | 4  | 9  | 7  | 5  | 3  | 3  | 4  | 2  | 3  | 2  | 5  | 3  | 5  | 4  | 3  | 4  | 4  | 3  | 4  | 4  | 4  | 2  | 4  | 2  | 1  | 1  | 1  | 1  |
| Valencia CF         | 10 | 5  | 8  | 7  | 8  | 6  | 4  | 5  | 5  | 5  | 2  | 3  | 2  | 2  | 2  | 2  | 2  | 1  | 2  | 2  | 2  | 3  | 3  | 1  | 1  | 1  | 2  | 3  | 3  | 2  |
| Real Madrid CF      | 7  | 10 | 12 | 12 | 11 | 11 | 9  | 9  | 8  | 7  | 6  | 4  | 4  | 5  | 4  | 3  | 5  | 3  | 3  | 4  | 3  | 2  | 2  | 4  | 3  | 4  | 3  | 2  | 2  | 3  |
| RCD Español         | 6  | 2  | 1  | 1  | 1  | 1  | 1  | 1  | 1  | 1  | 1  | 1  | 1  | 1  | 1  | 1  | 1  | 2  | 1  | 1  | 1  | 1  | 1  | 3  | 2  | 3  | 4  | 4  | 4  | 4  |
| Sevilla FC          | 8  | 12 | 9  | 4  | 3  | 7  | 6  | 4  | 3  | 4  | 5  | 5  | 3  | 4  | 3  | 6  | 4  | 5  | 5  | 6  | 5  | 6  | 5  | 6  | 6  | 6  | 5  | 5  | 5  | 5  |
| Athletic Club       | 13 | 8  | 14 | 8  | 10 | 10 | 12 | 12 | 13 | 11 | 10 | 11 | 9  | 9  | 7  | 7  | 7  | 6  | 6  | 5  | 6  | 5  | 6  | 5  | 5  | 5  | 6  | 6  | 6  | 6  |
| Sporting de Gijón   | 2  | 4  | 2  | 5  | 5  | 9  | 8  | 8  | 9  | 10 | 9  | 10 | 10 | 12 | 13 | 11 | 10 | 12 | 12 | 13 | 12 | 10 | 9  | 10 | 9  | 10 | 9  | 9  | 8  | 7  |
| Atlético de Madrid  | 1  | 1  | 5  | 2  | 2  | 2  | 2  | 2  | 2  | 3  | 4  | 6  | 6  | 7  | 9  | 10 | 11 | 8  | 10 | 9  | 10 | 9  | 10 | 9  | 10 | 8  | 8  | 8  | 9  | 8  |
| Real Oviedo         | 14 | 11 | 7  | 3  | 6  | 4  | 7  | 6  | 7  | 8  | 11 | 8  | 8  | 8  | 6  | 5  | 6  | 7  | 7  | 7  | 8  | 7  | 7  | 7  | 7  | 7  | 7  | 7  | 7  | 9  |
| Real Sociedad       | 9  | 6  | 3  | 6  | 4  | 3  | 5  | 7  | 6  | 6  | 7  | 7  | 7  | 6  | 8  | 8  | 8  | 10 | 8  | 8  | 7  | 8  | 8  | 8  | 8  | 9  | 10 | 10 | 10 | 10 |
| Racing de Santander | 4  | 3  | 6  | 11 | 9  | 12 | 13 | 11 | 11 | 9  | 8  | 9  | 11 | 13 | 11 | 12 | 12 | 11 | 9  | 10 | 9  | 11 | 11 | 11 | 11 | 11 | 11 | 11 | 11 | 11 |
| Real Valladolid     | 3  | 7  | 10 | 13 | 15 | 15 | 15 | 15 | 14 | 13 | 12 | 13 | 13 | 14 | 14 | 13 | 13 | 13 | 13 | 12 | 13 | 12 | 12 | 12 | 12 | 12 | 12 | 12 | 12 | 12 |
| Celta Vigo          | 12 | 14 | 11 | 14 | 13 | 13 | 11 | 13 | 12 | 14 | 13 | 14 | 14 | 11 | 12 | 14 | 14 | 14 | 14 | 14 | 14 | 14 | 14 | 14 | 13 | 14 | 13 | 13 | 14 | 13 |
| Deportivo La Coruña | 11 | 13 | 13 | 10 | 12 | 8  | 10 | 10 | 10 | 12 | 14 | 12 | 12 | 10 | 10 | 9  | 9  | 9  | 11 | 11 | 11 | 13 | 13 | 13 | 14 | 13 | 14 | 14 | 13 | 14 |
| CD Málaga           | 16 | 15 | 16 | 15 | 14 | 14 | 14 | 14 | 15 | 15 | 15 | 15 | 15 | 15 | 15 | 15 | 15 | 15 | 15 | 15 | 15 | 15 | 15 | 15 | 15 | 15 | 15 | 15 | 15 | 15 |
| Real Zaragoza       | 15 | 16 | 15 | 16 | 16 | 16 | 16 | 16 | 16 | 16 | 16 | 16 | 16 | 16 | 16 | 16 | 16 | 16 | 16 | 16 | 16 | 16 | 16 | 16 | 16 | 16 | 16 | 16 | 16 | 16 |

### Promoción de permanencia
| Pos. | Equipo                    | Pts. | PJ | G | E | P | GF | GC | Dif. | Clasificación                 |
| ---- | ------------------------- | ---- | -- | - | - | - | -- | -- | ---- | ----------------------------- |
| 1    | R. C. Deportivo La Coruña | 11   | 10 | 5 | 1 | 4 | 15 | 11 | +4   | Permanece en Primera División |
| 2    | S. D. España Industrial   | 11   | 10 | 4 | 3 | 3 | 20 | 12 | +8   |                               |
| 3    | R. C. Celta de Vigo       | 10   | 10 | 4 | 2 | 4 | 18 | 17 | +1   | Permanece en Primera División |
| 4    | Atlético Tetuán           | 10   | 10 | 4 | 2 | 4 | 15 | 13 | +2   |                               |
| 5    | Hércules C. F.            | 9    | 10 | 4 | 1 | 5 | 12 | 19 | −7   |                               |
| 6    | Real Avilés C. F.         | 9    | 10 | 4 | 1 | 5 | 14 | 22 | −8   |                               |

 Fuente: Resultados Fútbol
Criterios de clasificación: Puntos · Diferencia de goles · Goles a favor · Play-off
Notas:
1. ↑  La S. D. España Industrial no pudo ascender a Primera División por ser del filial del C. F. Barcelona

| Local \ Visitante         | ATT | AVI | CEL | DEP | ESI | HER |
| ------------------------- | --- | --- | --- | --- | --- | --- |
| Atlético Tetuán           | —   | 6–1 | 0–0 | 2–0 | 2–1 | 3–0 |
| Real Avilés C. F.         | 1–0 | —   | 4–1 | 1–0 | 1–3 | 2–0 |
| R. C. Celta de Vigo       | 4–1 | 4–2 | —   | 1–3 | 1–1 | 5–1 |
| R. C. Deportivo La Coruña | 3–0 | 1–2 | 1–2 | —   | 0–0 | 3–1 |
| S. D. España Industrial   | 1–1 | 6–1 | 3–0 | 1–3 | —   | 4–1 |
| Hércules C. F.            | 2–0 | 1–1 | 1–0 | 2–0 | 3–1 | —   |

## Resultados
| Local \ Visitante         | ATH | ATM | BAR | CEL | DEP | ESP | GIJ | MAL | OVI | RMA | RSA | RSO | SEV | VAL | VLD | ZAR |
| ------------------------- | --- | --- | --- | --- | --- | --- | --- | --- | --- | --- | --- | --- | --- | --- | --- | --- |
| Atlético de Bilbao        | —   | 5–0 | 4–3 | 5–0 | 8–2 | 1–0 | 6–1 | 6–1 | 3–3 | 2–2 | 5–0 | 6–1 | 6–1 | 1–1 | 4–2 | 3–0 |
| Atlético de Madrid        | 2–3 | —   | 2–1 | 4–1 | 4–1 | 4–1 | 1–0 | 1–3 | 5–1 | 1–2 | 3–0 | 4–3 | 4–2 | 3–3 | 2–2 | 4–1 |
| C. F. Barcelona           | 3–2 | 6–1 | —   | 4–0 | 4–3 | 2–1 | 3–1 | 6–2 | 4–1 | 1–0 | 3–1 | 3–0 | 3–2 | 2–1 | 2–1 | 8–0 |
| R. C. Celta de Vigo       | 2–2 | 3–2 | 3–3 | —   | 2–0 | 0–1 | 3–0 | 3–1 | 3–0 | 2–1 | 1–1 | 3–0 | 4–0 | 1–1 | 2–0 | 6–1 |
| R. C. Deportivo La Coruña | 3–2 | 5–1 | 1–1 | 3–2 | —   | 2–2 | 5–0 | 1–0 | 2–2 | 0–2 | 0–1 | 1–0 | 2–0 | 1–2 | 1–4 | 0–0 |
| R. C. D. Español          | 6–2 | 2–0 | 0–2 | 6–1 | 7–1 | —   | 4–0 | 2–1 | 3–0 | 2–4 | 3–1 | 2–0 | 6–2 | 2–1 | 1–0 | 3–2 |
| Real Gijón                | 1–2 | 2–0 | 0–0 | 1–1 | 4–1 | 1–1 | —   | 4–0 | 1–3 | 2–1 | 2–0 | 1–0 | 1–0 | 1–1 | 1–0 | 2–3 |
| C. D. Málaga              | 1–0 | 1–3 | 2–1 | 2–1 | 1–2 | 1–1 | 2–3 | —   | 4–2 | 6–0 | 4–2 | 2–4 | 0–3 | 3–3 | 3–0 | 1–0 |
| Real Oviedo C. F.         | 2–1 | 5–0 | 2–1 | 4–0 | 3–3 | 1–0 | 2–4 | 6–1 | —   | 3–1 | 1–3 | 2–2 | 2–0 | 2–3 | 6–3 | 3–2 |
| Real Madrid C. F.         | 3–2 | 2–0 | 2–1 | 5–1 | 5–2 | 1–2 | 2–2 | 2–0 | 3–2 | —   | 2–1 | 5–0 | 3–2 | 3–0 | 3–1 | 2–1 |
| Real Santander            | 2–0 | 3–3 | 3–3 | 2–0 | 3–1 | 2–1 | 0–1 | 2–0 | 0–2 | 2–3 | —   | 1–1 | 4–1 | 1–2 | 2–2 | 3–1 |
| Real Sociedad             | 3–1 | 0–2 | 0–2 | 7–3 | 6–1 | 2–1 | 0–0 | 4–1 | 3–2 | 3–0 | 3–1 | —   | 1–1 | 0–0 | 2–2 | 1–1 |
| Sevilla C. F.             | 1–0 | 3–1 | 4–2 | 4–2 | 6–2 | 2–1 | 7–1 | 2–0 | 2–1 | 2–2 | 1–2 | 4–1 | —   | 4–2 | 3–0 | 5–2 |
| Valencia C. F.            | 3–1 | 1–2 | 3–2 | 3–2 | 1–1 | 1–1 | 4–0 | 3–1 | 4–0 | 3–2 | 7–1 | 5–2 | 1–0 | —   | 2–0 | 3–1 |
| Real Valladolid           | 1–0 | 4–4 | 0–1 | 3–1 | 4–0 | 0–1 | 2–2 | 2–1 | 1–0 | 3–1 | 1–2 | 1–2 | 0–4 | 2–0 | —   | 3–1 |
| Real Zaragoza             | 2–0 | 4–2 | 1–5 | 3–1 | 1–2 | 3–1 | 0–0 | 0–2 | 0–0 | 0–3 | 4–0 | 3–3 | 1–2 | 0–2 | 0–4 | —   |

## Máximos goleadores
Por sexta vez en su historia, Telmo Zarra se consagró goleador del campeonato con 24 tantos, superando a Tomás Moreno, que tiene 22.
| Pos. | Jugador         | Equipo             | Goles |
| ---- | --------------- | ------------------ | ----- |
| 1º   | Telmo Zarra     | Athletic Club      | 24    |
| 2.º  | Tomás Moreno    | F. C. Barcelona    | 22    |
| 3.º  | Julián Arcas    | RCD Espanyol       | 21    |
|      | Adrián Escudero | Atlético de Madrid | 21    |
| 5.º  | Silvestre Igoa  | Real Sociedad      | 20    |